# Krommenthal
Krommenthal ist ein Gemeindeteil der Gemeinde Wiesthal im unterfränkischen Landkreis Main-Spessart in Bayern.

## Geographie
Das Kirchdorf liegt im Aubachtal auf 230 m ü. NHN an der Staatsstraße 2317 zwischen Neuhütten und Partenstein. Der topographisch höchste Punkt der Dorfgemarkung befindet sich östlich des Ortes am Mittelrain mit 388 m ü. NHN, der niedrigste liegt am Aubach auf 197 m ü. NHN. Durch den Ort führt der Kahltal-Spessart-Radweg, die Main-Spessart-Bahn verläuft am Ortsrand, westlich des Ortes liegt der Bahnhof Wiesthal.

### Nachbargemarkungen
Folgende Gemarkungen grenzen an das Ortsgebiet von Krommenthal:
| Wiesthal | Partensteiner Forst (Gemeindefreies Gebiet) | Frammersbach |
|          | Kompassrose, die auf Nachbargemeinden zeigt |              |
|          | Partensteiner Forst (Gemeindefreies Gebiet) |              |

## Geschichte
Krommenthal wurde 1518 als Glashütte erstmals erwähnt.
Im Jahr 1862 wurde das Bezirksamt Aschaffenburg gebildet, auf dessen Verwaltungsgebiet Krommenthal lag. Am 1. Januar 1880 kam Krommenthal jedoch anlässlich der Reform des Zuschnitts der bayerischen Bezirksämter zum Bezirksamt Lohr am Main. Wie überall im Deutschen Reich wurde 1939 die Bezeichnung Landkreis eingeführt. Krommenthal war nun eine der 26 Gemeinden im Landkreis Lohr am Main (Kfz-Kennzeichen LOH). Mit Auflösung des Landkreises Lohr kam Krommenthal 1972 in den neu gebildeten Landkreis Main-Spessart (Kfz-Kennzeichen KAR, ab 1979 MSP).
Am 1. Januar 1972 wurde die bis dahin selbstständige Gemeinde nach Wiesthal eingemeindet.